# Apate terebrans
Apate terebrans là một loài bọ cánh cứng trong họ Bostrichidae. Loài này được Pallas miêu tả khoa học năm 1772.